# NGC 1429
Coordenadas:  03h 44m 4.1s, −4° 43′ 5″
NGC 1429 é um objeto inexistente na constelação de Eridanus. O objeto celeste foi descoberto em 1886 pelo astrônomo norte-americano Frank Leavenworth.